# Kenneth Gilbert Adjei
 (août 2025).
Kenneth Gilbert Adjei est un homme politique ghanéen qui est actuellement ministre au poste du Ministère des Travaux publics et du Logement (Ghana) (en) . Il a également été vice-ministre de la Défense de 2015 à 2017 sous l’administration John Mahama. Il est membre du Congrès national démocratique , , .

## Jeunesse et éducation
Adjei est originaire de Trede, dans la région Ashanti du Ghana . Il a fréquenté l'école Opoku Ware pour ses études secondaires . Il a été préfet du réfectoire à l'école Opoku Ware . Il a ensuite étudié à l'Institut ghanéen de gestion et d'administration publique (GIMPA) où il a obtenu une licence en marketing . Il est également titulaire d'une maîtrise en administration des affaires (MBA) de l' École de commerce de l'Université du Ghana (en) , .

## Carrière
Adjei était le directeur du programme de la Fondation Lordina, une fondation fondée par Lordina Mahama, la première dame du Ghana . Il est un responsable marketing qui a précédemment été membre du conseil d'administration de la Autorité nationale de la loterie (en) et qui est actuellement membre du conseil d'administration de la fondation Lordina .

## Politique
Adjei est membre du Congrès national démocratique et était membre du Réseau des établissements d'enseignement supérieur (TEIN) du NDC pendant son séjour au GIMPA . En mars 2015, il a été nommé par le président John Dramani Mahama au poste de vice- Ministre de la Défense (Ghana) (en) . Il a été examiné le 15 avril 2015, approuvé le 14 mai et assermenté le 18 mai 2015 , , , ,. Il a occupé ce poste jusqu'au 7 janvier 2017, date à laquelle son gouvernement a été transféré au gouvernement de Nana Akufo Addo , .
En février 2025, il a été nommé par John Mahama ministre au poste du Ministère des Travaux publics et du Logement (Ghana) (en), .

## Vie personnelle
Adjei est marié et père de trois enfants. Il aime écouter de la musique et jouer au golf pendant ses heures de loisirs, .